# 日本自然保護協会
公益財団法人日本自然保護協会（にほんしぜんほごきょうかい、NACS-J）は、自然環境の保護を目的として創立された会員制の財団法人。英語名 The Nature Conservation Society of Japan。略称 NACS-J（ナックス・ジェイ）。

## 歴史
尾瀬原ダム計画に伴う尾瀬第一・第二発電所建設でダムの底に沈もうとしていた尾瀬を守るために1949年に生物学者や登山家などを中心に結成された尾瀬保存期成同盟が前身。
自然保護の思想は戦前の日本にはなく、昭和9年の国立公園の指定が象徴と言われるが、自然破壊に抗議してたたかう自然保護の誕生は「尾瀬保存期成同盟」の結成からと言われる。これが日本自然保護協会誕生の原点となっている。
日本自然保護協会誕生の引き金となったのは阿寒国立公園内の雌阿寒岳の硫黄採掘問題で、尾瀬と同じ国立公園の特別保護地区予定地での民間企業による開発が計画されたことで、戦後の復興と共に同様の開発が全国に拡大することが危惧された。自然を征服したり、経済的にのみ考えることはかえって人類滅亡の道につながる。人間は自然と調和し平和共存することによってのみ、永く生き残り繁栄する。美しい祖国の山河を後世子孫に残すことが至上の達成すべき使命。このような考えに基づき、これを実現するために、日本で始まったばかりの環境行政を側面から援護するとともに、厳しい発言や枠にとらわれない自由な行動がとれる、組織的にしっかりとした、本格的な運動団体が必要であるとの見解から、同盟で中心的に活動していた18名が発起人となって、日本自然保護協会の創立が決定された。
1951年、「日本自然保護協会」に改組。1960年に法人化（日本の自然保護団体としては初の財団法人）。2011年4月1日に公益財団法人に認定された。
|    | 氏名      | 在職期間   |
| -- | --------- | ---------- |
| １ | 田村 剛   | 1960～1966 |
| ２ | 藤原 孝夫 | 1966～1980 |
| ３ | 沼田 眞   | 1980～1989 |
| ４ | 小原 秀雄 | 1990～1994 |
| ５ | 奥富 清   | 1994～2000 |
| ６ | 田畑 貞寿 | 2000～2012 |
| ７ | 亀山 章   | 2012～2024 |
| ８ | 土屋 俊幸 | 2024～     |

### 組織・役員
理事長	土屋俊幸（東京農工大学名誉教授／専門分野：林政学（自然資源管理論、保護地域管理論、観光レクリエーション論））
事務局	保護・教育部、生物多様性保全部、自然のちから推進部

## 主要事業

### 自然保護事業
- 自然を破壊する計画の見直しを求める提言・交渉

白神山地のブナ林を伐採する青秋林道計画、石垣島の白保サンゴ礁を埋め立てる新石垣空港計画、小笠原諸島・兄島の空港計画、愛知県瀬戸市の里やまでの愛・地球博など各地の開発計画を阻止することに取り組んできた。
- 自然を守るための制度の導入・改訂への提案推進

林野庁の森林生態系保護地域や世界遺産条約、生物多様性条約など新たな自然保護制度の制定・導入を提言・推進した。
- 沖縄県辺野古から沖縄本島を跨いで直線距離で約20キロ、延長距離で約90キロ離れた今帰仁村運天漁港沖の防波堤付近で死んだジュゴンで政府に対し辺野古の埋め立て工事即時中断を強く求めた。

### 研究事業
- 市民モニタリングの手法研究

里山を対象にした「里モニ（里やまでの市民参加の自然環境モニタリング調査）」「モニタリングサイト1000里地調査」、地域の生態系サービスなどを調べる「市民参加のふれあい調査」の実施。

### 普及事業
- 自然観察のボランティアリーダー（NACS-J自然観察指導員）の養成講習会を1978年から実施している。
- 会誌として『自然保護』を年に6回発刊。

### 国際事業
財団法人設立時の1960年から国際自然保護連合（IUCN）に加入、1989年からIUCN日本委員会事務局をつとめている。1972年にスウェーデンで開催された「国連人間環境会議」（ストックホルム会議）、1992年にブラジルで開催された「国連環境開発会議」（地球サミット）をはじめ、IUCNの世界自然保護会議、世界公園会議、生物多様性条約締約国会議などの国際会議に参加。2010年に日本の愛知県で開催された第10回生物多様性条約締約国会議（COP10）では市民ネット共同代表・東京事務局を担当。